# Parapacroscia negreai
Parapacroscia negreai är en kräftdjursart som beskrevs av Albert Vandel 1981. Parapacroscia negreai ingår i släktet Parapacroscia och familjen Philosciidae. Inga underarter finns listade i Catalogue of Life.